# Elecciones generales del Reino Unido de 1835
Las elecciones generales del Reino Unido de 1835 fue convocadas tras la disolución del Parlamento el 29 de diciembre de 1834. Los resultados reflejaron un mejor desempeño para los conservadores, encabezados por Sir Robert Peel, en comparación con las elecciones de 1832. Sin embargo, los Whigs continuaron manteniendo una sólida mayoría.
Según los términos del acuerdo Lichfield House Compact, los whigs habían entrado en un pacto electoral con la Asociación por la Derogación Irlandesa de Daniel O'Connell, que había disputado las elecciones anteriores como un partido separado. Los radicales también se incluyeron en esta alianza.

## Resultados
a
| Partido | Partido             | Votos   | %    | Escaños | Dif. |
|         | Whig                | 349.868 | 55,2 | 385     | -56  |
|         | Partido Conservador | 261.269 | 40,8 | 273     | +98  |